# Когнитивный диссонанс
Когнити́вный диссона́нс (от лат. cognitio «мысль» и dissonantia «несозвучность», «нестройность», «отсутствие гармонии») — состояние психического дискомфорта индивида, вызванное столкновением в его сознании конфликтующих представлений: идей, верований, ценностей или эмоциональных реакций.
Понятие впервые введено Леоном Фестингером в 1957 году на основе теории немецкого психолога Курта Левина и теории когнитивного баланса австрийского психолога Фрица Хайдера.

## Теория когнитивного диссонанса
Теория когнитивного диссонанса была предложена Леоном Фестингером в 1957 году. Она объясняет конфликтные ситуации, нередко возникающие в «когнитивной структуре одного человека». Теория ставит своей целью объяснить и исследовать состояние когнитивного диссонанса, возникающее у человека как реакция на некую ситуацию, действия индивидов или целого общества.
Поводом к ее созданию послужило исследование слухов, распространившихся в результате землетрясения в Индии в 1934 году. В регионах, не пострадавших от землетрясения, поползли слухи о том, что вскоре должны случиться еще более сильные толчки в новых местах и опасность может грозить и этим районам. Было странно, что такие пессимистичные (и совершенно необоснованные) прогнозы получили такое широкое распространение. В конце концов учёные, исследовавшие этот феномен, пришли к выводу, что эти слухи скорее оправдывали беспокойство, чем вызывали его. Люди распространяли их, чтобы обосновать иррациональное состояние страха, вызванное новостью о землетрясении.

## Главные гипотезы теории
Леон Фестингер формулирует две основные гипотезы своей теории:
1. В случае возникновения диссонанса индивид будет всеми силами стремиться снизить степень несоответствия между двумя своими установками, пытаясь достичь консонанса (соответствия). Это происходит вследствие того, что диссонанс рождает «психологический дискомфорт»[2].
2. Вторая гипотеза, подчёркивая первую, говорит о том, что, стремясь снизить возникший дискомфорт, индивид будет стараться обходить стороной такие ситуации, в которых возникший дискомфорт может усилиться.

## Возникновение диссонанса
Диссонанс может появиться по различным причинам:
- из-за логического несоответствия;
- по причине культурных обычаев;
- в том случае, если индивидуальное мнение не входит в состав более широкого мнения;
- из-за несоответствия прошлого опыта относительно настоящей ситуации.

В результате такого состояния происходит смена определённых установок человека (на которые так или иначе влияет ситуация), а оправдать это изменение можно исходя из того, что человеку жизненно необходимо поддерживать согласованность своих знаний.
Поэтому люди готовы оправдать свои заблуждения: человек, совершивший проступок или ошибку, склонен оправдывать себя в мыслях, постепенно сдвигая свои убеждения относительно случившегося в сторону того, что происшедшее на самом деле не так страшно. Таким образом, человек меняет свои установки, чтобы уменьшить конфликт внутри себя.

## Степень диссонанса
В различных ситуациях, возникающих в повседневной жизни, диссонанс может усиливаться или ослабевать — всё зависит от проблемы, которая встаёт перед человеком.
Так, степень диссонанса будет минимальной в случае, если человек, к примеру, подаст (добровольно) на улице деньги нищему, который (как видно) не сильно нуждается в подаянии. Наоборот, степень диссонанса во много раз увеличится в случае, если человеку предстоит серьёзный экзамен, а он не пытается к нему подготовиться.
Диссонанс может возникнуть (и возникает) в любой ситуации, когда человеку предстоит сделать выбор. Причём степень диссонанса будет расти в зависимости от того, насколько важен этот выбор для индивида.

## Ослабление диссонанса
Существование диссонанса принуждает человека избавиться от него полностью, а если по каким-либо причинам это невозможно, то значительно ослабить его восприятие. Чтобы ослабить диссонанс, человек может прибегнуть следующим способам:
- Изменить поведение;
- Изменить одну из когниций, то есть убедить себя в обратном[4];
- Фильтровать поступающую информацию относительно данного вопроса или проблемы.

Например, человек — заядлый курильщик. Он получает информацию о вреде курения от врача, знакомого, из газет или из другого источника. В соответствии с полученной информацией он либо изменит своё поведение — то есть бросит курить, потому что убедился, что это слишком вредно для его здоровья, — либо он может отрицать, что курение наносит вред его организму. Он может попытаться, например, найти информацию о том, что курение может быть в некоторой степени «полезно» (например, пока он курит, он не набирает лишний вес, как это бывает, когда человек бросает курить), и тем самым снизить важность отрицательной информации. Это уменьшает диссонанс между его знаниями и поступками. В третьем случае человек будет стараться избегать любой информации, подчёркивающей или в некоторой степени оправдывающей вред курения.

## Предотвращение и избегание
В некоторых случаях индивид может предотвратить появление диссонанса (и, как следствие, внутреннего дискомфорта) тем, что попытается избежать любой информации относительно своей проблемы, вступающей в противоречие с уже имеющейся информацией.
Механизмы «фильтрации» личностно значимой для субъекта информации хорошо описываются теорией «психологических защит» (понятие введено Зигмундом Фрейдом и далее разработано его дочерью Анной Фрейд). «Сшибка», противоречие, возникающее в сознании индивида относительно глубинно, личностно значимых тем, является, по мнению Зигмунда Фрейда, основным механизмом в образовании неврозов.
Если же диссонанс уже возник, индивид может избежать его усиления путём добавления одного или нескольких когнитивных элементов «в когнитивную схему» вместо существующего негативного элемента (который и порождает диссонанс). Таким образом, индивид будет заинтересован в поиске такой информации, которая одобрила бы его выбор (решение) и, в конце концов, ослабила или полностью устранила диссонанс, избегая при этом источников информации, которые будут его увеличивать. Однако часто такое поведение индивида может привести к негативным последствиям: у человека может возникнуть страх перед диссонансом или предубеждение, что является опасным фактором, влияющим на мировоззрение индивида.
Между двумя (или более) когнитивными элементами могут существовать отношения несоответствия (диссонанса). При возникновении диссонанса индивид стремится к тому, чтобы снизить его степень, избежать или избавиться от него полностью. Это стремление оправдывается тем, что человек ставит своей целью изменение своего поведения, поиск новой информации, касающейся ситуации или объекта, породившего диссонанс.
Вполне объяснимо, что для человека намного проще согласиться с существующим положением дел, подкорректировав свои внутренние установки согласно сложившейся ситуации, вместо того, чтобы продолжать мучиться вопросом, правильно ли он поступил. Часто диссонанс возникает как следствие принятия важных решений. Выбор из двух в одинаковой мере заманчивых альтернатив даётся человеку нелегко, однако сделав, наконец, этот выбор, человек часто начинает ощущать «диссонирующие когниции», то есть положительные стороны того варианта, от которого он отказался, и не очень положительные черты того, с чем согласился. Чтобы подавить (ослабить) диссонанс, человек старается всеми силами преувеличить существенность принятого им решения, одновременно приуменьшая важность отвергнутого. Вследствие этого альтернатива теряет всякую привлекательность в его глазах.